# Mughiphantes arlaudi
Mughiphantes arlaudi là một loài nhện trong họ Linyphiidae.
Loài này thuộc chi Mughiphantes. Mughiphantes arlaudi được J. Denis miêu tả năm 1954.